# Vítězný oblouk (Kišiněv)
Vítězný oblouk v Kišiněvě (rumunsky Arcul de Triumf din Chișinău, též Porțile Sfinte, tj. Svatá brána) je pomník nacházející se v Kišiněvě, hlavním městě Moldavska. Konstrukčně se jedná o tetrapylon. Oblouk stojí v centru města, na náměstí Velkého národního shromáždění (Piaţa Marii Adunări Naţionale), mezi budovou moldavské vlády a katedrálou Narození Páně.
Autorem vítězného oblouku je architekt Luca Zaușkevici, postaven byl v letech 1840–1841 v tehdejší Besarábii jako památka na vítězství Ruského impéria nad Osmanskou říší v rusko-turecké válce v letech 1806–1812, při které Rusové získali Besarábii. Empírový oblouk je vysoký 13 metrů a původně se v něm nacházel 6400 kg vážící zvon, který byl odstraněn v roce 2011. V letech 1945–1991 se na oblouku nacházely mramorové desky se jmény sovětských bojovníků a Moldavanů, kteří bojovali na území Besarábie ve druhé světové válce a obdrželi vyznamenání Hrdina Sovětského svazu.